# Felicità (Film)
Felicità ist eine französische Filmkomödie von Bruno Merle aus dem Jahr 2020.

## Handlung
Es ist 8 Uhr früh am Tag vor dem Schulbeginn. In diesem Jahr haben sich Tim und Chloé vorgenommen, Tochter Tommy pünktlich an der Schule abzusetzen. Die Familie lebt chaotisch und hat sich den Sommer über heimlich im Haus der Familie Maillard am Meer eingenistet, für die Chloé eigentlich als Putzfrau arbeiten soll. Als die Familie vorzeitig aus dem Urlaub zurückkehrt, bricht Panik aus und Tim, Chloé und Tommy schaffen es gerade so, aus dem Haus zu fliehen. Die Flucht krönen sie im Auto mit dem perfekten Lied: Zu Felicità singen Tim und Chloé so lange falsch mit, bis Tommy ihren Gehörschutz aufsetzt und in ihrer eigenen Welt verschwindet, in der es unter anderem einen Astronauten gibt, der gelegentlich mit ihr redet.
Die unkonventionelle Familie erzählt sich gegenseitig gerne Lügengeschichten, so behauptet Tim, dass Tommy eigentlich das Kind des Rappers Orelsan ist, und gibt bald darauf vor, von zwei Männern verfolgt zu werden, was die Familie zur Flucht verleitet und ihr am Ende einen Nachmittag am Meer verschafft. Tim und Tommy gehen baden und Chloé zögert wie immer, da sie nur schlecht schwimmen kann. Am Nachmittag setzt Chloé Tim und Tommy am Hausboot ab, das die Familie bewohnt, da sie noch arbeiten muss. Es gelingt ihr, Tim hereinzulegen, indem sie eine Geschichte erfindet, in der pornografische Filme mit ihr im Internet gelandet sind. Nicht gelogen ist hingegen, dass Tim die ersten Jahre nach Tommys Geburt im Gefängnis saß und sechs Monate vor Ende der Haftstrafe geflohen ist. Anhand des Films Freaks erklärt Tim seiner Tochter, dass normalen Menschen nicht zu trauen ist. Warum er im Gefängnis gesessen hat, verrät er nicht und sagt nur, dass er eine falsche Entscheidung getroffen hat.
Stolz haben Tim und Tommy vor einigen Stunden Tommys Schulsachen überprüft, um am Abend festzustellen, dass die Schulsachen in Chloés Auto sind. Chloé ist auch am Abend nicht telefonisch erreichbar und so brechen Tim und Tommy auf, um sie zu suchen. An einer Bar stiehlt Tim einen Sportwagen, da er sich bei seinem Kumpel Marco kein Auto leihen kann, und fährt mit Tommy zum Haus der Maillards, wo er Chloé vermutet. Das Auto ist da, nur Chloé fehlt. Tommy soll im Auto warten und entscheidet sich nach einem Gespräch mit dem Astronauten über mögliche Konsequenzen dafür, sich an diese Regel zu halten, da das Alternativszenario mit dem Massenmord an der gesamten Familie Maillard geendet hätte. Kurz darauf taucht Tim mit Chloé auf. Es stellt sich später heraus, dass Chloé ein Stofftier aus dem Meer gerettet hat, das Maillards Tochter weggeworfen hatte und das Tommy bei ihrem illegalen Aufenthalt im Haus ins Herz geschlossen hatte. Aus Angst vorm Schwimmen war Chloé zwar bis zum Stofftier gelangt, harrte dann jedoch stundenlang im Meer auf einem Felsen aus, da sie sich nicht zurücktraute. Die Familie ist nun mal wieder auf der Flucht, da Tim immer noch das gestohlene Auto fährt und die Maillards die Polizei gerufen haben, weil Tim den Herrn des Hauses auf der Suche nach Chloé tatsächlich bedroht hatte. Die Familie landet auf einem Schrottplatz und Chloé verrät Tommy, dass sie schwanger ist. Während Chloé einen Schlafplatz bei ihrem Bruder in Belgien organisiert, geraten Tim und Tommy wegen des Gehörschutzes aneinander, den Tommy immer wieder trägt. Tommy geht, ihr Schulzeug und die Autoschlüssel des Familienwagens bei sich, und Tim und Chloé suchen die ganze Nacht nach ihr. Erst am nächsten Morgen, eine halbe Stunde vor Schulbeginn, holen sie sie mit dem gestohlenen Wagen ein. Tim gesteht ihr, dass er einst Autos gestohlen und über die Grenze gebracht hat und nach einem Autounfall mit einer Verletzten ins Gefängnis musste. Tommy steigt ins Auto und die Familie rast zur Schule, wo sie Punkt 8 Uhr ankommen. Der Triumph währt nur kurz, da Tim von der Polizei vor der Schule festgenommen wird.
Einige Monate später wird Tim aus dem Gefängnis entlassen. Die erste Begrüßung der Familie misslingt, sodass Tim noch einmal zurückgeht. Beim zweiten Mal legt die Familie eine perfekte Inszenierung hin, die hochschwangere Chloé strahlt und Tommy rennt ihrem Vater entgegen und fällt ihm in die Arme. Der Astronaut liegt unterdessen leblos am Strand.

## Produktion

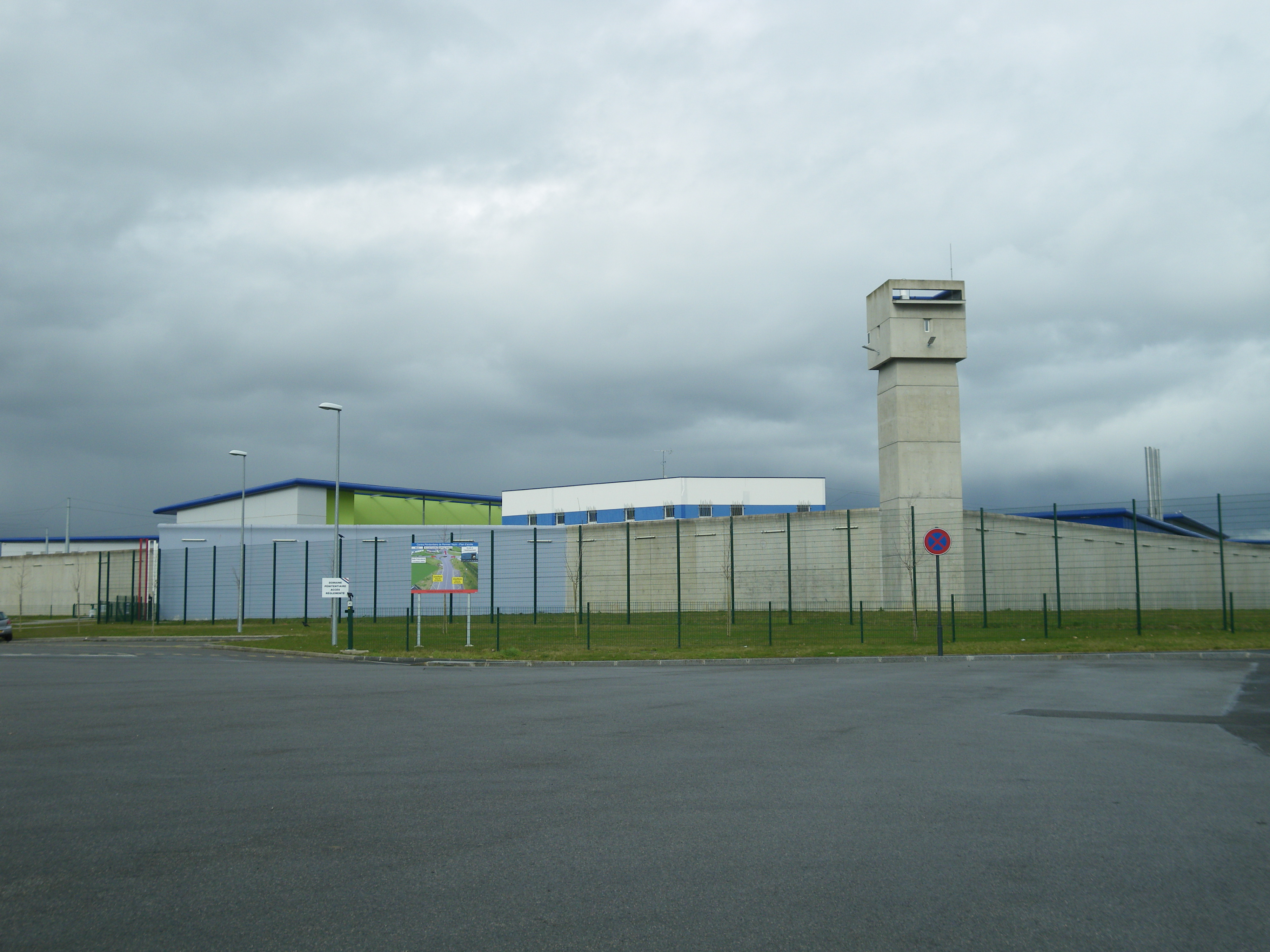
Gefängnis Rennes-Vézin in Vezin-le-Coquet, ein Drehort des Films

Felicità war nach Héros aus dem Jahr 2013 der zweite Langfilm, bei dem Bruno Merle Regie führte. Nach einer Reihe an Drehbuchprojekten, die er teilweise nur zögerlich aus der Hand gegeben hatte, wollte er ein Drehbuch schreiben, dass ihm „niemand mehr wegnehmen konnte“. Auch wenn er bereit gewesen wäre, den Film selbst zu finanzieren, fand sich mit Bruno Nahon schnell ein Produzent, der den Film unterstützte.
Der Film spielt mit Wahrheit und Erfundenem und führt den Zuschauer immer wieder auf eine falsche Spur. Bruno Merle stellte dabei teilweise auch seine eigene Beziehung zu seinen Kindern dar, die er gerne mit erfundenen Geschichten in die Irre führt. Rita Merle, die im Film Tommy spielt, ist Bruno Merles Tochter. Auch weitere Familienmitglieder sind im Film zu sehen, so Bruno Merles Sohn Salvador, der zu Beginn des Films einen Jungen im Fast-Food-Restaurant spielt, sowie Merles Lebensgefährtin Emmanuelle Destremau, die in der nächtlichen Barszene als Sängerin zu sehen ist. Rapper Orelsan, im Film von Tim im Spaß als Vater von Tommy vorgestellt, übernahm in Felicità die Rolle des Astronauten.
Der Film entstand vom 10. September bis 5. Oktober 2018 innerhalb von 19 Drehtagen im  Département Côtes-d’Armor. Drehorte waren Lézardrieux, Pleudaniel, Minihy-Tréguier (Collège Ernest Renan), Plouha und Plouézec. Die Schlussszene entstand vor dem Gefängnis Rennes-Vézin in Vezin-le-Coquet (Département Ille-et-Vilaine). Sowohl das Haus der Familie Maillard als auch das Hausboot von Tim, Chloé und Tommy gehören Bruno Merle selbst. Die Kostüme schuf Karine Charpentier, die Filmbauten stammen von Frédéric Tabone.
Felicità erlebte am 17. Januar 2020 auf dem Festival Rendez-vous du cinéma français à Paris seine Premiere und lief am 15. Juli 2020 in den französischen Kinos an. Am 15. Januar 2021 wurde der Film im Rahmen des Online-Festivals MyFrenchFilmFestival international, darunter auch mit deutschen Untertiteln, veröffentlicht.

## Auszeichnungen
Auf dem Mons International Festival of Love Films in Belgien gewann der Film 2020 den Publikumspreis und war für den Grand Prize im internationalen Wettbewerb nominiert. Camille Rutherford wurde 2021 für ihre Darstellung der Chloé für einen César in der Kategorie Beste Nachwuchsdarstellerin nominiert.